# Nyantuken
Nyantuken är en klan i Liberia.   Den ligger i regionen River Gee County, i den sydöstra delen av landet, 300 km öster om huvudstaden Monrovia.